# Grachi
Grachi ist eine US-amerikanische Jugendserie von Mariela Romero, die von Mai 2011 bis Mai 2013 von Nickelodeon Lateinamerika ausgestrahlt wurde. In der Titelrolle ist die Kubanerin Isabella Castillo zu sehen. 2014 entstand mit Emma, einfach magisch! eine englischsprachige Adaption.

## Hintergrund
Die Serie wurde in Miami im US-Bundesstaat Florida gedreht und war damit die erste lateinamerikanische Nickelodeon-Serie, die außerhalb Lateinamerikas aufgenommen wurde, und auch die erste, die in High Definition aufgenommen wurde.
Die Handlung erzählt in drei Staffeln mit insgesamt 205 Folgen die Abenteuer von Grachi, einer jungen Frau, die lernen muss, ihre kürzlich entdeckten magischen Kräfte einzusetzen, während sie sich der Schule, den Jungen, den anderen Hexen stellt und wie jeder Teenager aufwächst.
Ab Januar 2014 wurde unter dem Titel Emma, einfach magisch! eine englischsprachige Adaption der von Nickelodeon produzierten Serie ausgestrahlt. Aus dieser entstand 2015 wiederum der Ableger Magie Akademie folgte.